# Bezzia collessi
Bezzia collessi är en tvåvingeart som beskrevs av Wirth och Ratanaworabhan 1981. Bezzia collessi ingår i släktet Bezzia och familjen svidknott.
Artens utbredningsområde är Singapore. Inga underarter finns listade i Catalogue of Life.